# Сенькове (Старобільський район)
Се́нькове — село в Україні, у Чмирівській сільській громаді Старобільського району Луганської області. Населення становить 75 осіб.

## Географія
Селом тече Балка Огіянова.

## Населення
За даними перепису населення 2001 року у селі проживали 75 осіб.
Рідною мовою назвали:
| Мова       | Кількість осіб | Відсоток |
| ---------- | -------------- | -------- |
| українська | 75             | 100,00 % |